# Kazimierz Odnowiciel wracający do Polski
Kazimierz Odnowiciel wracający do Polski – obraz olejny namalowany przez polskiego malarza Wojciecha Gersona w 1893 roku, znajdujący się w zbiorach Muzeum Narodowego we Wrocławiu.

## Opis
Tematem obrazu jest powrót Kazimierza Odnowiciela w 1039 roku do państwa polskiego, zniszczonego powstaniem ludowym i najazdem księcia Czech Brzetysława. Centralną postacią obrazu jest książę dosiadający konia. Kazimierz spogląda na zabitego kapłana. Układ rąk księcia oznacza rozpacz. Władcy towarzyszy stary sługa, wzburzony widokiem. Dłoń duchownego spoczywa na ramieniu krzyża, co symbolizuje nadzieję na owoce męczeńskiej śmierci. Obok księdza leży modlitewnik z powyrywanymi kartkami oraz kielich z rozsypanymi hostiami. W głębi obrazu przedstawieni są zbrojni rycerze, których Kazimierz otrzymał jako wsparcie od króla Niemiec Henryka III.